# ФК Златар
ФК Златар је фудбалски клуб из Нове Вароши, Србија, и тренутно се такмичи у Западно-моравској зони, четвртом такмичарском нивоу српског фудбала. Клуб је основан 1921. године.

## Новији резултати
| Сезона   | Ранг | Лига                     | Позиција | ИГ | Д  | Н | П  | ГД | ГП | ГР  | Бод | Куп                  |
| -------- | ---- | ------------------------ | -------- | -- | -- | - | -- | -- | -- | --- | --- | -------------------- |
| 2008/09. | 5    | Златиборска окружна лига | 2.       | 32 | 25 | 6 | 1  | 92 | 17 | +75 | 75  | Није се квалификовао |
| 2009/10. | 4    | Зона Дрина               | 7.       | 30 | 12 | 7 | 11 | 49 | 43 | +6  | 43  | Није се квалификовао |
| 2010/11. | 4    | Зона Дрина               | 11.      | 30 | 11 | 7 | 12 | 39 | 34 | +5  | 40  | Није се квалификовао |
| 2011/12. | 4    | Зона Дрина               | 3.       | 30 | 16 | 4 | 10 | 49 | 29 | +20 | 52  | Није се квалификовао |
| 2012/13. | 4    | Зона Дрина               | 6.       | 30 | 13 | 4 | 13 | 29 | 40 | -11 | 43  | Није се квалификовао |
| 2013/14. | 4    | Зона Дрина               | 10.      | 30 | 10 | 9 | 11 | 42 | 34 | +8  | 39  | Није се квалификовао |
| 2014/15. | 4    | Зона Дрина               | 10.      | 28 | 7  | 7 | 14 | 18 | 36 | +18 | 28  | Није се квалификовао |
| 2015/16. | 4    | Зона Дрина               | 14.      | 30 | 9  | 8 | 13 | 33 | 44 | -11 | 35  | Није се квалификовао |
| 2016/17. | 5    | Златиборска окружна лига | 5.       | 28 | 13 | 6 | 9  | 55 | 41 | +14 | 45  | Није се квалификовао |
| 2017/18. | 5    | Златиборска окружна лига | 1.       | 30 | 24 | 6 | 0  | 94 | 14 | +80 | 78  | Није се квалификовао |
| 2018/19. | 4    | Зона Западно моравска    | 10.      | 24 | 8  | 6 | 10 | 29 | 28 | +1  | 30  | Није се квалификовао |
| 2019/20. | 4    | Зона Западно моравска    | -        | -  | -  | - | -  | -  | -  | -   | -   | -                    |

## Стадион
Стадион има капацитет 3000 места (750 седећих и 2250 стајаћих) и атлетску стазу
- Стадион Браношевац
- Седеће трбине и атлетска стаза
- Улаз на стадион

## Познати бивши играчи
- Никола Боранијашевић
- Љубинко Друловић
- Дино Долмагић
- Иван Шапоњић
- Слaвкo Mapић
- Василије Јањић
- Драган Поповић
- Златко Крџовић